# Manuel da Silva Martins
Manuel da Silva Martins (ur. 20 stycznia 1927 w Leça do Balio, zm. 24 września 2017 w Maia) – portugalski duchowny katolicki, biskup diecezjalny Setúbal 1975-1998.

## Życiorys
Święcenia kapłańskie otrzymał 12 sierpnia 1951.
16 lipca 1975 papież Paweł VI mianował go biskupem diecezjalnym Setúbal. 26 października tego samego roku biskup António Ferreira Gomes udzielił mu sakry biskupiej. 23 kwietnia 1998 na ręce papieża Jana Pawła II złożył rezygnację z zajmowanej funkcji.
Zmarł 24 września 2017.